# Pastelfarver
 For alternative betydninger, se Pastel (flertydig). (Se også artikler, som begynder med Pastel)
Pastelfarver eller pastelkridt er bløde farvestifter som let afgiver deres farve. De består af blødt, meget fint malet mineral som kaolin, gips, talk eller ler der er blandet med det fornødne farvestof og netop så meget bindemiddel som er nødvendigt for at holde de pulverformige stoffer sammen til et hele.
Pastelkridt skal have hårdhed og samtidig en finhed i det sammenpressede rensede mineral. Dårlige og billige kvaliteter indeholder ofte små hårde bestanddele og korn. Disse hårde bestanddele kan ødelægge og ridse maleriet.
Pastelkridt findes i et utal af nuancer og blandingsnuancer. Hvert kridt har sit eget farvenummer. Pastelkridt udmærker sig ved at de er eminente til udtværing på papiret eller lærredet. De gode kvaliteter har desuden en god lysægthed og holdbarhed.
Amatører (autodidakte malere) og begyndere kan med fordel starte med pastelkridt, da disse farver er nemme at arbejde med.